# Saint-Juste-du-Lac
Saint-Juste-du-Lac är en kommun i provinsen Québec i Kanada. Den ligger i regionen Bas-Saint-Laurent, i den östra delen av landet, 600 km öster om huvudstaden Ottawa.